# Піддубці (зупинний пункт)
Піддубці — пасажирська зупинна залізнична платформа Львівської дирекції Львівської залізниці.
Розташована у с. Піддубне Сокальського району Львівської області на лінії Рава-Руська — Червоноград між станціями Угнів (4 км) та Рава-Руська (14 км).
Станом на грудень 2016 р. на платформі зупиняються приміські поїзди.